# Anthocercis gracilis
Anthocercis gracilis är en potatisväxtart som beskrevs av George Bentham. Anthocercis gracilis ingår i släktet Anthocercis och familjen potatisväxter. Inga underarter finns listade i Catalogue of Life.